# Novatorskaja
Novatorskaja (Russisch: Нова́торская) is een station aan de Grote Ringlijn van de Moskouse metro dat op 7 december 2021 werd geopend. Het is het beoogde overstapstation tussen de Grote ringlijn en de Troitskaja-lijn en ligt op de grens van de okroegen west en zuidwest. Het station is genoemd naar de Oelista Novatorov (Vernieuwersstraat) die ter hoogte van het station de Lenin prospekt kruist. Het station werd geopend als onderdeel van het baanvak Kachovskaja – Aminjevskoje Sjosse van de Grote Ringlijn.

## Ligging en inrichting
Het station heeft twee verdeelhallen, de westelijke verdeelhal kent uitgangen op alle hoeken van het kruispunt van de Lenin prospekt met de Oelitsa Novatorov. De oostelijke verdeelhal kent toegangen aan weerszijden van de Oelitsa Novatorov. Het station is ingericht volgens een standaardontwerp voor de eerste en tweede fase van de Grote Ringlijn en verschilt alleen qua kleurstelling. Ten westen van het station ligt tussen de doorgaande sporen een keerspoor voor het opstellen en keren van rollend materieel.

## Chronologie
- 28 juni 2017: begin van de bouw van dit deel van de Grote Ringlijn inclusief dit station
- 25 september 2018 tot 31 december 2020: afsluiting van de Oelitsa Novatorov etr hoogte van de bouwput
- 24 juni 2019: voltooiing van de tunnel voor het verkeer uit Vorontsovskaja
- 7 december 2021, begin van de reizigersdienst.